# Тенишева, Анна Дмитриевна
Анна Дмитриевна Тенишева (урождённая Замятнина; 1852—1934) — русская благотворительница и предпринимательница; первая жена князя В. Н. Тенишева. Известна своим вкладом в развитие мценского кружевного промысла.

## Биография
Младшая дочь сановника Дмитрия Николаевича Замятнина (1805—1881), бывшего обер-прокурором гражданских департаментов Сената, сенатором, товарищем (заместителем) министра юстиции, а затем и непосредственно министром юстиции, генерал-прокурором, а в конце жизни членом Государственного Совета; от его брака с фрейлиной двора Екатериной Сергеевной Неклюдовой (1812—1886). В обществе ходили слухи о том, что Анна была дочерью императора, а не своего отца.
Венчание Анны Замятниной с князем Тенишевым состоялось 7 апреля 1874 года в Петербурге в церкви Св. Спиридона Тримифунтского при Главном управлении уделов. Прожив несколько лет в Петербурге, супруги переехали в имение в селе Бежицы Брянского уезда, где княгиня активно занималась благотворительностью. В период войны с Турцией возглавляла лазарет, построила на свои средства молитвенный дом, детский сад и школу (крупнейшую в Брянском уезде), восстановила церковь и содействовала сооружению величественного храма Преображения Господня.
В период финансовых трудностей она предоставила мужу 200 000 рублей, полученных от продажи своего имения, которые он вложил в акции железоделательного, рельсопрокатного и механического завода. Около 1889 года брак Тенишевых распался из-за пристрастия князя к азартным играм и его измен. Через некоторое время без особой огласки они развелись официально, князь женился повторно. Его новая жена Мария Клавдиевна к деятельности и начинаниям Анны относилась негативно. 
После развода Анна Дмитриевна покинула Бежицу и жила с сыном на лесопильном заводе у станции Белоглавая, а после в Брянске. Много времени  проводила в своем имении Александровке Мценского уезда Орловской губернии. Там она открыла ремесленные мастерские, в самом Мценске в 1899 году — школу кружевниц для девочек, а затем и интернат, оказывала существенную ежегодную помощь больнице. Существенно пополнила она книгами и библиотеки Мценского уезда. С кружевными работами воспитанниц Анна участвовала во Всемирной выставке 1900 года в Париже и удостоилась серебряной медали. В 1904 в имении Старенково открыла врачебный участок. Помогала роженицам.  
Тенишева занимала видное место в интеллектуальной жизни Петербурга. Увлеклась философией и вела переписку с Ф. Ницше, который послал ей свою книгу. Небольшой фрагмент княгиня опубликовала в журнале. Её девизом, начертанном на гербе, была фраза Acta sine verbis («Делами без слов»). В 1918 году Тенишева вместе с сыном эмигрировала. О последних семнадцати годах её жизни известно очень мало. Скончалась в 1934 году  во Франции.

## Дети
- Дмитрий (01.02.1876—04.02.1876[2]), родился в Петербурге, крещен был 2 февраля в Исаакиевском соборе при восприемстве деда Д. Н. Замятнина и Ю. Н. Ладыженской.
- Вячеслав (11.10.1878—07.06.1959), юрист, предводитель дворянства и депутат III Государственной Думы.